# 꿀꿀이죽 사건
꿀꿀이죽 사건은 어린이집에서 먹다 남은 음식물을 다시 사용하여 조리한 음식을 아이들에게 식사로 제공한 사건이다. 2005년 서울특별시 강북구 고려 어린이집과 2007년 발생한 서울특별시 마포구 꿈나무 어린이집에서 발생하였다. 이 사건으로 인해 어린이 위생 안전에 대한 사회적 우려가 크게 일어났으며 보육환경의 개선에 대한 관심이 사회문제화되었다.

## 안전한 급식의 의무
대한민국에서는 영유아보육법 제33조에 "보육시설의 장은 영유아에게 여성가족부령으로 정하는 바에 따라 균형 있고 위생적이며 안전한 급식을 하여야 한다." 라고 정해져 있다.

## 사건

### 2005년 고려어린이집
2005년 서울시 강북구의 고려어린이집에서 일명 "꿀꿀이죽"을 어린이들의 급식으로 사용한 것을 4명의 교사들이 양심선언을 통해 폭로하였다. 이에 원장은 양심선언한 교사들을 명예훼손과 업무방해죄로 고소하였다. 한편 이 사건의 와중에 구청장이 학부모대책위원회에 도움을 준 직원 3명을 직위해제한 것이 문제가 되기도 하였다. 2006년 9월 법원은 고려어린이집 원장에게 아동에게 각 50만 원 부모에게 각 10만 원씩 총 5720만 원을 배상할 것을 판결하였다. 이후 서울시 강북구에서는 "보육조례개정"을 요구하는 운동이 일어났다.

### 2007년 꿈나무어린이집
2007년 8월 서울시 마포구의 꿈나무 어린이집에서 2006년 조리사가 그만둔 후, 신규채용을 하지 않고 조리사 자격이 없는 원장이 직접 음식을 조리하여 어린이들에게 급식을 하였는데, 이과정에서 먹고 남은 음식을 재조리하여 다음 식사에 국이나 찌개로 사용되었고, 이 때문에 어린이 10여명이 앓았다고 주장하는 학부모들이 항의하는 소동이 벌어졌다.
이후 마포구는 직접적으로 식중독을 일으키거나 은폐의혹은 없었으나, 운영보조금회수, 자격취소, 폐원조치, 영유아보육법위반으로 형사고발한 조치사항을 보고하였다.